# Calamia decolorata
Calamia decolorata là một loài bướm đêm trong họ Noctuidae.